# Karl Gützlaff

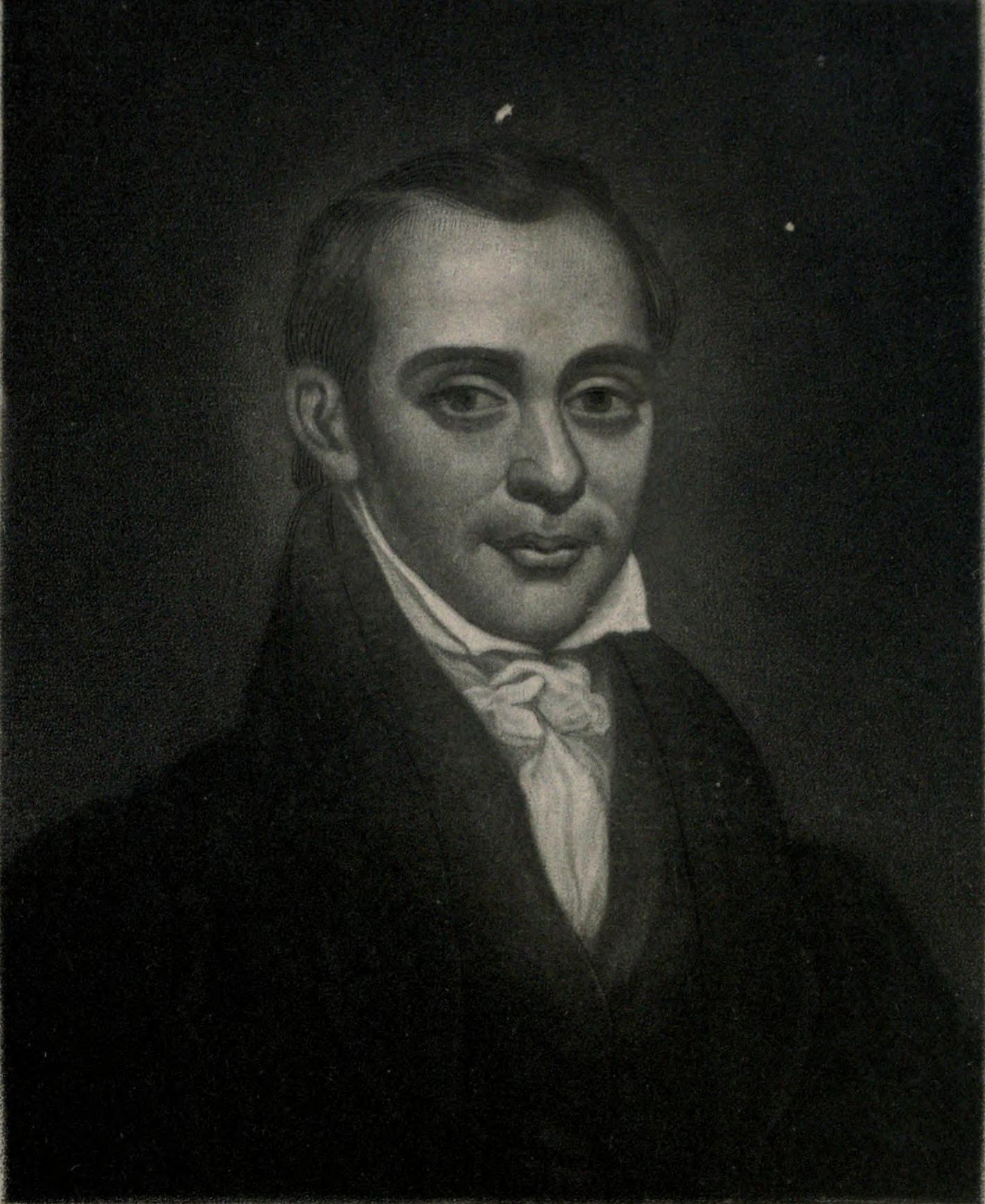
Karl Gützlaff

Karl Friedrich August Gützlaff (Pyritz, 8 juli 1803 – Hongkong, 9 augustus 1851) was een Duitse zendeling, die op een aantal plaatsen in Azië, maar vooral in de zending in China actief was. Alle andere in die periode in China aanwezige zendelingen waren uitgezonden door een zendingsgenootschap. Gützlaff opereerde in China onafhankelijk van die organisaties. Hij was een avontuurlijke, soms wat roekeloze man met een vaak controversiële strategie. In de periode tussen 1830 en 1850 was hij een belangrijke factor in de toen aanwezige gemeenschap van handelaren en zendelingen in China. Zijn boeken waren een inspiratie voor anderen om zending te bedrijven, zoals Hudson Taylor, de oprichter van de China Inland Mission en David Livingstone.

## Jeugd en opleiding

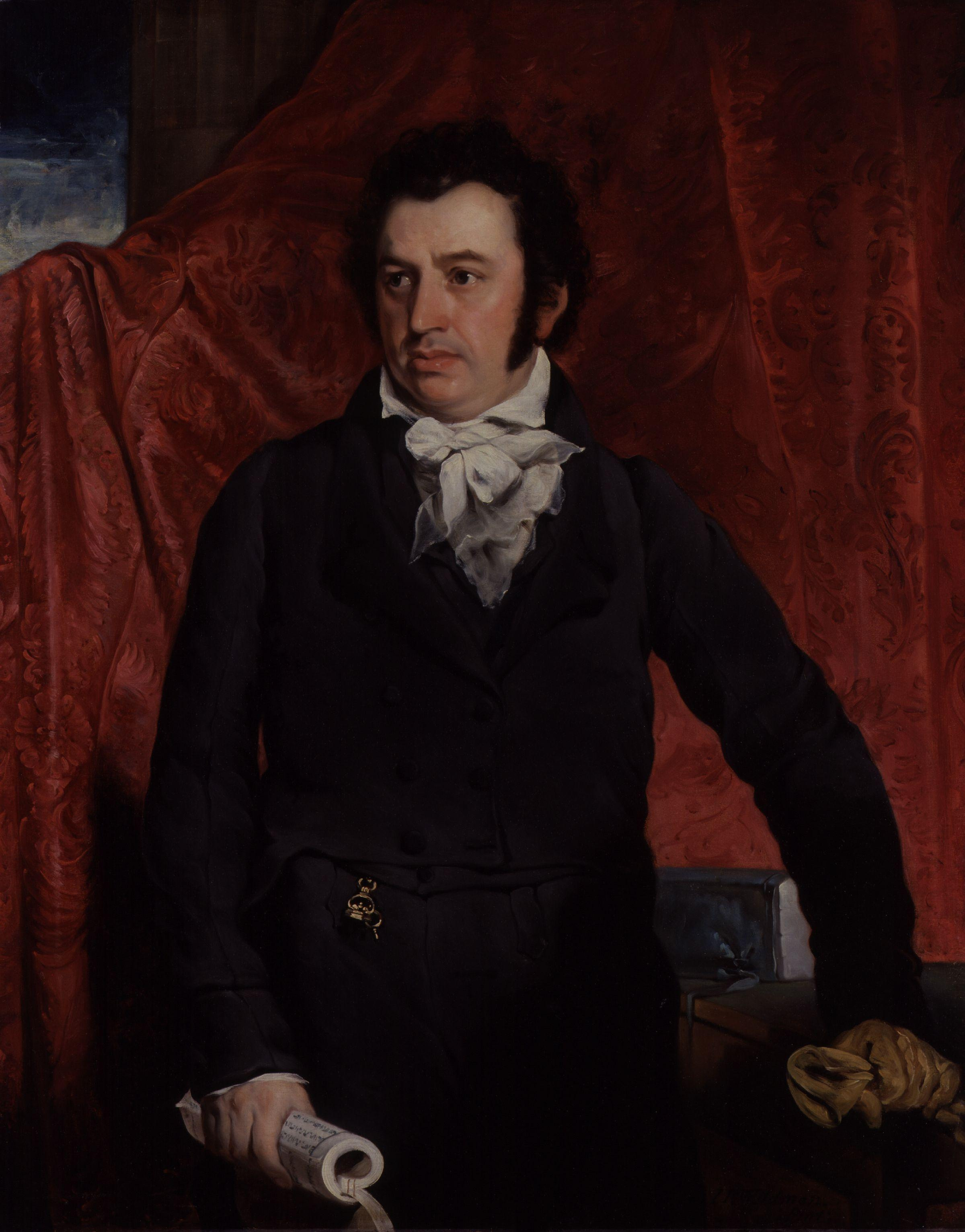
Robert Morrison

Karl Gützlaff was de zoon van een kleermaker. Hij was leerling op een van de scholen die onderwijs gaf op basis van de inzichten van de Duitse theoloog en pedagoog August Hermann Francke. Na zijn schooltijd begon hij een opleiding als leerling-zadelmaker. Vanaf 1816 woonde het gezin in Stettin. In 1820 had hij een toevallige ontmoeting met de Pruisische koning Frederik Willem III van Pruisen. Gützlaff had de koning bij een bezoek aan Stettin een zelf geschreven gedicht overhandigd. Dat trok de aandacht van de koning en in het daarop volgende gesprek meldde Gützlaff interesse te hebben zendeling te worden. De koning regelde dat Gützlaff een opleiding kon volgen aan de zendingsschool van de Moravische broeders in Berlijn.
In de periode van 1823 tot 1826 vervolgde Gützlaff de opleiding in Rotterdam bij het Nederlandsch Zendeling Genootschap.
Gützlaff had een fenomenaal talent om snel andere talen te leren. In de periode in Rotterdam leerde hij Nederlands en Maleis. Gedurende een verblijf in Parijs in 1824 ontwikkelde hij daarnaast een zekere beheersing in Turks en Arabisch. In oktober 1825 zond het Genootschap hem naar Londen naar het hoofdkantoor van het Londens Zendingsgenootschap om daar te overleggen over samenwerking tussen beide organisaties. Hij ontmoette daar voor het eerst Robert Morrison, de eerste zendeling die in China werkzaam was.

## Eerste zendingsactiviteiten
In 1826 werd hij door het Genootschap uitgezonden naar Nederlands-Indië. Na een korte periode in Batavia begon hij met zendingsactiviteiten in de Riouwarchipel. Daar woonden veel Chinezen en Gützlaff leerde daar Chinees beheersen. In 1828 trouwde hij met Maria Newell, die daar werkzaam was voor het Londens Zendingsgenootschap. Het was de grote wens van Gützlaff om uitgezonden te worden naar China. Die wens kon of wilde het Nederlandsch Zendeling Genootschap niet inwilligen en het gevolg was dat hij ontslag nam bij het genootschap. Het echtpaar verhuisde in 1829 naar Bangkok, waar zijn echtgenote in het kraambed overleed. Kort daarna vertrok hij met een Chinese jonk naar Macau en Kanton, waar hij onder meer opnieuw Robert Morrison ontmoette. In Macau trouwde hij voor de tweede maal, nu met Mary Wanstall die in Macau een school en een instituut voor blinden beheerde.

## De opiumconnectie

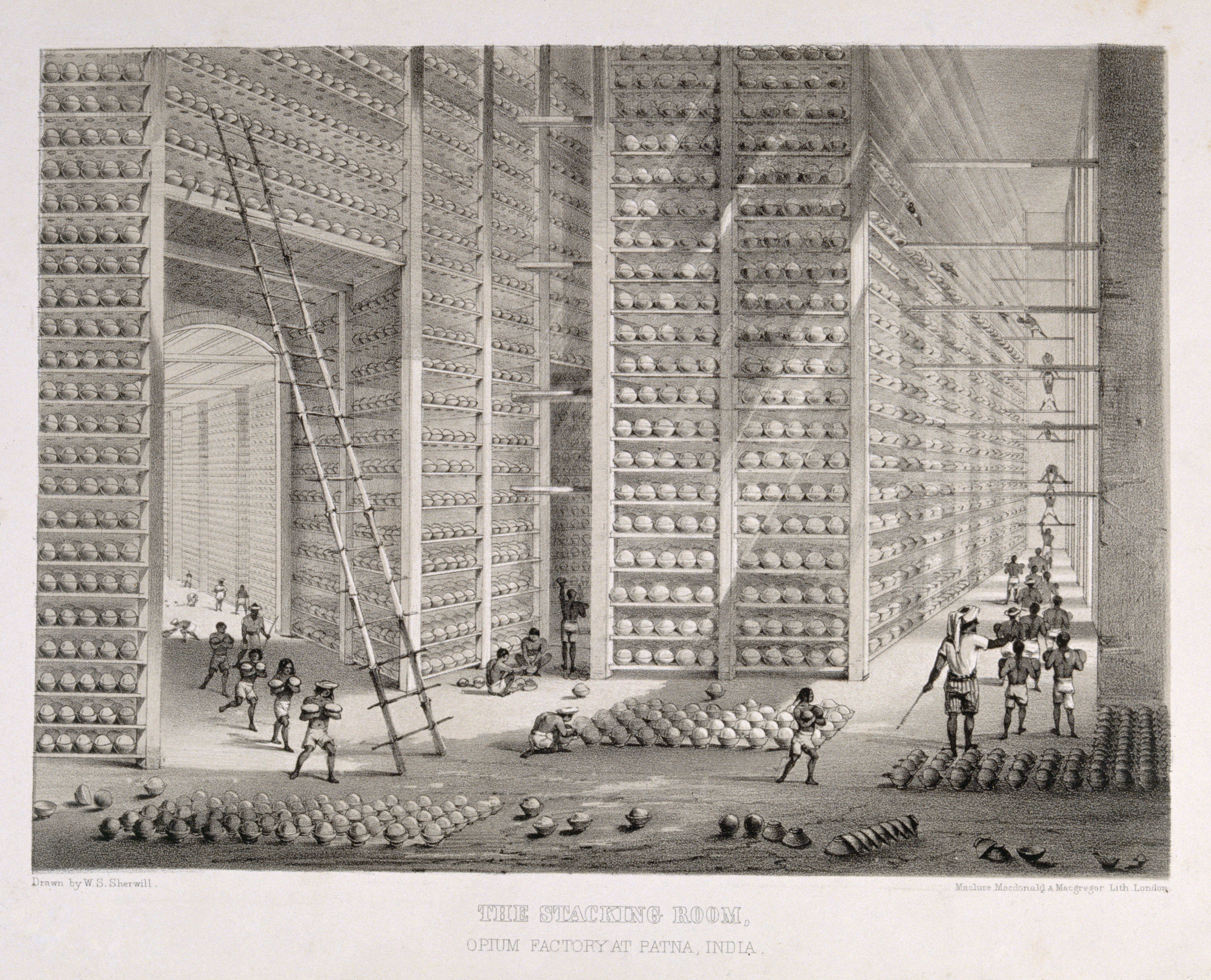
Opslag van opium

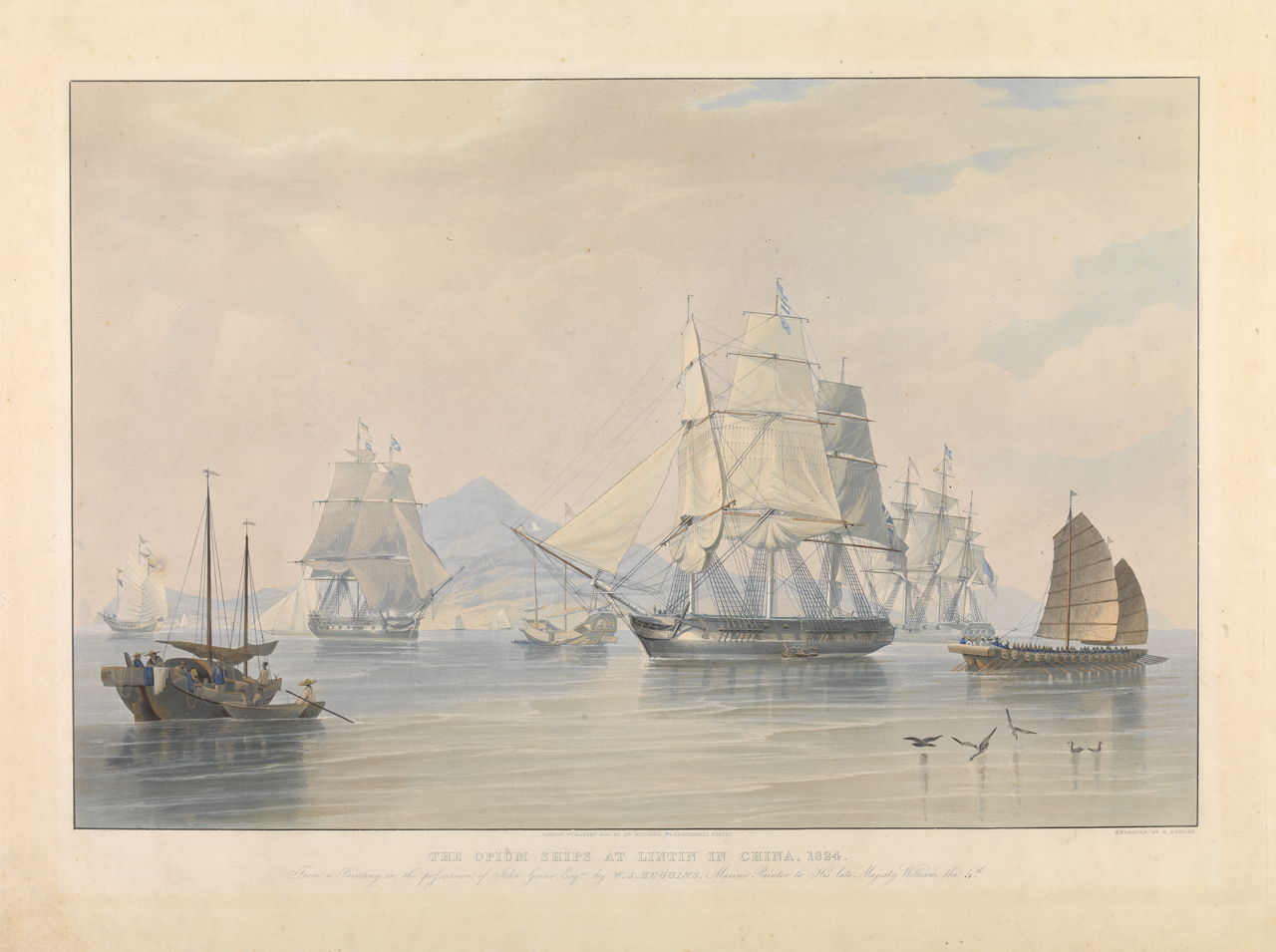
Schepen met opium voor de Chinese kust

Gützlaff zou in de volgende decennia een belangrijke factor worden in de kleine Europese gemeenschap van zendelingen en handelaren. Op het Chinese platteland waren nog enige rooms-katholieke gemeenschappen die min of meer gedoogd werden. Het uitoefening van het christendom in China was in deze periode in formele zin verboden. Met name het maken van nieuwe bekeringen kon als een misdrijf bestraft worden. De meeste zendelingen opereerden dus met enige voorzichtigheid en beperkten hun eigen directe activiteiten tot het kleine gebied waar toestemming was te verblijven.
Gützlaff was een flamboyante man, gedreven door een excessief enthousiasme. Zijn strategie was een andere dan die van de andere zendelingen. Hij stelde zich op als een los van een zendingsorganisatie werkende onafhankelijke entrepreneur. Hij kon dat ook doen, vanwege het feit dat hij van zijn overleden eerste vrouw een aanzienlijk vermogen had geërfd. Hij was voor een deel financieel onafhankelijk.
Gützlaff ging werken voor Britse handelshuizen die de opium naar Kanton brachten. In toenemende mate gingen die handelshuizen ertoe over om de opium voor de kust over te slaan op kleinere jonken met een gemengd Europees/Amerikaans-Chinese bemanning. Deze jonken konden via de kreken en rivieren de opium rechtstreeks het binnenland in brengen. Gützlaff was de tolk op deze jonken. Het gebeurde dus vaak dat dezelfde jonk ladingen opium en in het Chinees gestelde christelijke traktaten loste. Er was op die handelwijze van Gützlaff vaak kritiek van andere zendelingen.
De realiteit was echter dat alle zendelingen in zekere zin steunden op de opiumconnectie. De meesten arriveerden in China met schepen die de opium brachten. Hun financiële ondersteuning vanuit de zendingsgenootschappen uit Europa bereikte hen via de handelaren in opium en veel van hun werk was niet mogelijk zonder donaties van die handelaren. In de ogen van een toenemend aantal Chinezen was de komst van het christendom en toenemende verslaving aan opium nauw met elkaar verbonden.

## Kritiek van andere zendelingen op zijn strategie

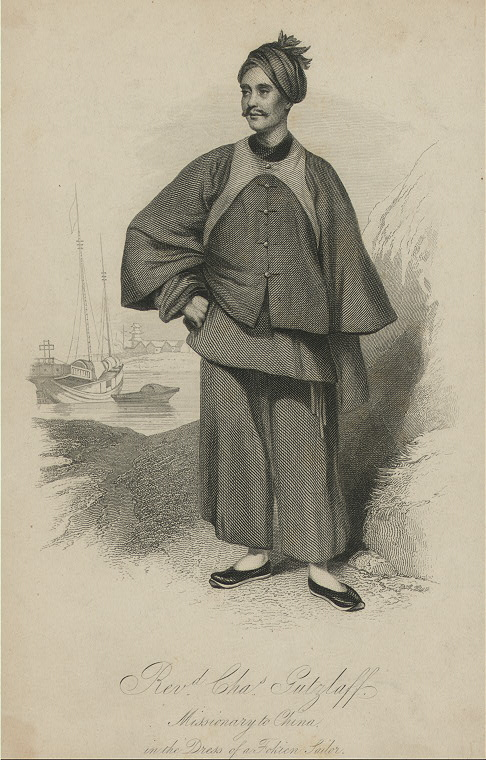
Gützlaff in Chinese kledij

Na het overlijden van Robert Morrison in 1834 werd Gützlaff de belangrijkste tolk en vertaler van het Uitvoerend Comité van de Britse Oost-Indische Compagnie in Kanton. Dat was vanwege het vaak wat roekeloze gedrag van Gützlaff een enigszins omstreden keus, maar het was ook duidelijk, dat hij van alle daar gevestigde Europeanen het beste de Chinese taal beheerste. In 1839 brak de Eerste Opiumoorlog uit. Gützlaff maakte deel uit van de Britse delegatie bij de gesprekken die leidden tot het Verdrag van Nanking van 1842. Bij dat verdrag werd Hongkong Brits bezit. Een groot aantal zendelingen, waaronder ook Gützlaff vestigde zich daar.
In Hongkong liepen de meningsverschillen met andere zendelingen verder op. Gützlaff had tal van Chinese gewoonten tot zijn dagelijks levenspatroon gemaakt en had verder de overtuiging ontwikkeld dat China alleen door Chinezen bekeerd kon worden. Hij had daarvoor een aantal organisaties opgericht zoals de Chinese Evangelische Vereniging en de Chinese Unie voor christelijke assistenten. Hij kreeg echte vijanden onder de zendelingen met zijn eis, dat iedere zendeling zich moest aanpassen aan de Chinese cultuur en etiquette en slechts een rol zou moeten hebben als tijdelijk adviseur van Chinese evangelisten.
Een serieus punt van kritiek van andere zendelingen op Gützlaff was de snelheid en oppervlakkigheid van zijn bekeringen van Chinezen. Alle zendelingen hadden te maken met bekeringen die vooral plaatsvonden vanwege het feit dat bekeerden daar materieel voordeel van verwachtten, maar bij Gützlaff speelde dat verschijnsel in hoge mate. Vanaf 1844 werkten er in door hem opgerichte organisaties ongeveer 60 “ bekeerde “ Chinezen. Die hadden vooral de taak om christelijke traktaten, die op kosten van Gützlaff gedrukt werden te verspreiden. Vrijwel zonder uitzondering verkochten die het materiaal weer terug aan de drukker, die het als nieuw opnieuw aan Gützlaff verkocht.

## Reis naar Europa en verblijf in Nederland

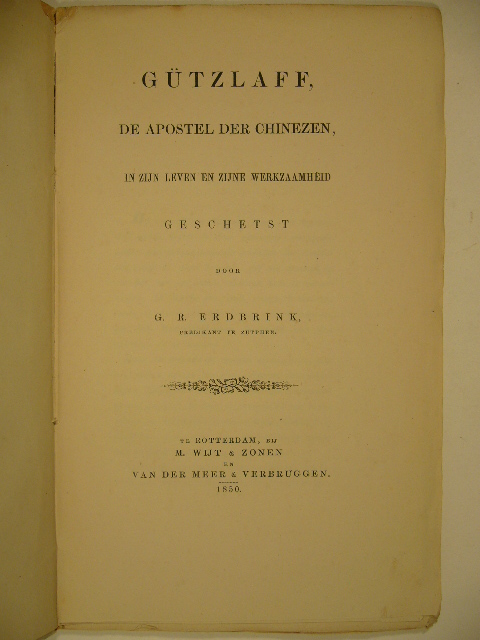
Voorblad van Gützlaff, de Apostel der Chinezen in zijn leven en zijne Werkzaamheid geschetst

In 1849 overleed zijn tweede vrouw. Gützlaff was ook een groot deel van zijn vermogen kwijt en besloot een reis naar Europa te maken om fondsen te werven. Tijdens die reist trouwde hij in Engeland voor de derde maal, nu met Dorothy Gabriel en bracht ook een bezoek aan Nederland. Zijn verblijf in Nederland maakte veel enthousiasme los in protestantse kringen. Hij werd ontvangen door koningin Sophie van Württemberg. In Rotterdam werd een biografie uitgegeven met de titel Gützlaff, de Apostel der Chinezen in zijn leven en zijne Werkzaamheid geschetst. Bij de presentatie van een Nederlandse vertaling van een van zijn werken plaatste H.C. Millies, hoogleraar in de letterkunde in Utrecht, Gützlaff in de lijn van Paulus, Bonifatius, Luther en "en anderen die gehele naties hebben bekeerd".
Tijdens zijn verblijf hier hield hij voordrachten met onder meer als gevolg dat er in een aantal plaatsen initiatieven ontstonden om zendelingen naar China te zenden. Sommige van die organisaties werden ook door hem zelf opgericht, zoals de Commissie tot voorbereiding der oprigting eener Vereeniging tot verkondiging van het Evangelie in China en de naburige landen door middel van de Chinesche Christenvereeniging. De coördinatie van plaatselijke verenigingen gebeurde door de comités in Amsterdam en Rotterdam. Zij stelden ook commissies in om aanmeldingen van personen die als zendeling naar China wensten te gaan te beoordelen op basis van door Gützlaff geformuleerde maatstaven. In totaal meldden zich enkele vrouwen en zevenentwintig mannen. Uiteindelijk zouden drie personen, Lumina van Medenbach Wakker, Hendrikus Douwes van Gennip en Henderikadius Zwantinus Kloekers, als zendeling uitgezonden worden.
Kort na zijn terugkeer in Hongkong overleed Gützlaff op de leeftijd van achtenveertig jaar.
De Gutzlaff Street op het eiland Hongkong is naar hem genoemd.

## Publicaties
- Het bekendste boek van hem is het in 1834 in Londen uitgegeven Journal of Three Voyages Along the Coast of China in 1831, 1832 and 1833 along with Notices of Siam, Corea, and the Loo-Choo Islands. In het boek werd de opiumconnectie van de reizen langs de Chinese kust volledig verzwegen. Het boek werd een bestseller en in vele talen, waaronder ook het Nederlands, vertaald.
- Hij schreef een geschiedenis van China in twee delen onder de titel A sketch of Chinese history, Ancient and Modern, Comprising a Retrospect of the Foreign Intercourse and Trade with China.
- Een derde boek handelde meer over Chinese cultuur en heeft China Opened; A display of the topography, history, customs, manners, art, manufactures, commerce, literature, religion, jurisprudence of the Chinese Empire als titel.[2]
- Gützlaff begon met het uitgeven van een periodiek in de Chinese taal, 東西洋考每月統計傳, de East-West Examiner and Monthly Recorder, gericht op de verspreiding van kennis onder Chinezen over onderwerpen als economie, geografie en wetenschap meer in het algemeen.
- Gützlaff vertaalde met hulp van twee Japanse schipbreukelingen het Evangelie volgens Johannes en de Brieven van Johannes in het Japans. Het werd in Singapore uitgegeven.
- De in 1823 door Robert Morrison gemaakte Chinese Bijbelvertaling had een aantal tekortkomingen in met name het benoemen van theologische kernbegrippen, zoals de naam van God. Gützlaff maakte deel uit van een groep, die in 1835 een nieuwe verbeterde vertaling van het Nieuwe Testament uitgaf. Tot aan 1850 zou dit de belangrijkste versie in het Chinees zijn. Gützlaff liet hier twaalf edities van drukken.